# 10 groszy 1923

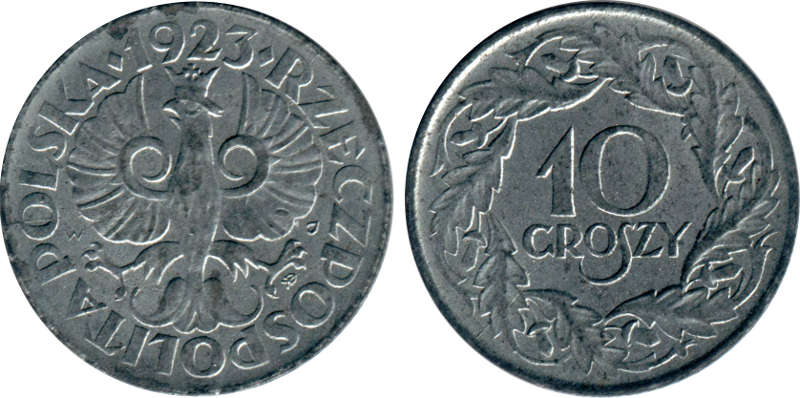
Emisja w cynku z okresu Generalnego Gubernatorstwa

10 groszy 1923 – moneta dziesięciogroszowa, bita w niklu i cynku. Odmiana w niklowa została wprowadzona do obiegu 1 lipca 1924 r. (Dz.U. z 1924 r. nr 34, poz. 351), odmiana w cynku rozporządzeniem Generalnego Gubernatora z dnia 23 kwietnia 1940 r. Moneta została wycofana w wyniku reformy walutowej z 30 października 1950 r.
W niektórych opracowaniach z początku XXI w. jako data wprowadzenia do obiegu dziesięciogroszówki podawany był 17 lipca 1924 r, a w innych tego samego autora – 31 maja 1924 r., czyli dzień wejścia w życie rozporządzenia o ustaleniu wzorów monet (Dz.U. z 1924 r. nr 45, poz. 476).

## Awers
W centralnym punkcie umieszczono godło – stylizowanego orła w koronie, powyżej rok „1923", dookoła napis „RZECZPOSPOLITA POLSKA” oraz inicjały WJ projektanta, a w przypadku odmiany w cynku pod łapą orła znak mennicy w Warszawie.

## Rewers
Na tej stronie monety znajdują się cyfry „10", pod spodem napis „GROSZY”, całość otoczona ozdobnym wieńcem.

## Nakład
W II Rzeczypospolitej monetę z datą roczną 1923 bito w latach 1924–1925 w niklu, na krążku o średnicy 17,6 mm, masie 2 gramy, z rantem gładkim, według projektu Wojciecha Jastrzębowskiego, w mennicy szwajcarskiej Huguenin Frs w Le Locle. W okresie Generalnego Gubernatorstwa monetę bito w mennicy w Warszawie w cynku, według takich samych parametrów. Całkowity nakład monety to:
- 100 000 000 w niklu
- 42 175 000 w cynku[4].

Odmianę w cynku, z datą roczną 1923, bito w latach 1941–1944:
| Rok  | Wybito (sztuk) |
| ---- | -------------- |
| 1941 | 7 356 000      |
| 1942 | 2 689 000      |
| 1943 | 17 751 000     |
| 1944 | 14 379 000     |

## Opis
Z formalnego punktu widzenia moneta niklowa nigdy nie została wycofana z obiegu żadnym aktem prawnym, była więc środkiem płatniczym w całym okresie Generalnego Gubernatorstwa. Dekret PKWN z 24 sierpnia 1944 r. pozostawiał w obiegu wszystkie monety groszowe aż do reformy walutowej z 30 października 1950 r. Po tym dniu w obiegu znajdować się mogły wyłącznie monety emitowane przez Narodowy Bank Polski.
Na podstawie zarządzenia prezesa Narodowego Banku Polskiego nr 5 z dnia 4 czerwca 1957 r., moneta w cenie nominału była wymieniana w kasach NBP jeszcze w latach 60. XX w.
W tablicy 21. książki „Mennica Warszawska 1765–1965” Władysława Terleckiego umieszczono, niepotwierdzoną w innych źródłach, informację o wybiciu w Warszawie monety 10 groszy:
- w roku 1935 – 1 miliona sztuk,
- w roku 1936 – 8 milionów sztuk.

We wspomnianej pracy liczby te zostały uwzględnione w ogólnej liczbie monet tego nominału wypuszczonych przez mennicę do wybuchu II wojny światowej (109 000 000 sztuk), jednak w samej treści książki brak jest jakiejkolwiek wzmianki o biciu w Warszawie, w tych dwóch latach, monet 10-groszowych.
W okresie Generalnego Gubernatorstwa emisje w cynku 1-, 5-, 10- oraz 20-groszówek miały charakter uzupełniający ze względu na fakt, że dopuszczony do obiegu bilon II Rzeczypospolitej znikał z obrotu z powodu wartości metali z jakich był wykonany.
Akt normatywny wprowadzający do obiegu na terenie Generalnego Gubernatorstwa cynkowe bicia 10- i 20 groszówek został wydany z datą 23 kwietnia 1940 r., jednak pierwsze egzemplarze 10-groszówki opuściły mennicę w Warszawie dopiero w 1941 r.
W przypadku monet niklowych istnieją odmiany determinowane przez wielkość (pomniejszenie z patrycy) rysunków awersu i rewersu (100:95), określane czasami jako monety z cienkim albo grubym rantem otokowym.

## Wersje próbne
W katalogach podawana jest informacja o istnieniu próbnej wersji w niklu, z wklęsłym napisem PRÓBA i datą roczną 1923.
Z datą roczną 1938 została wybita w brązie (100 sztuk) i w mosiądzu (nieznana liczba sztuk) wersja próbna o średnicy powiększonej do 21,6 mm, z wypukłym napisem PRÓBA.